# Conselho Geral de Andorra
O Conselho Geral de Andorra (Consell General d'Andorra) é a sede do poder legislativo de Andorra, o parlamento é no formato unicameral e conta atualmente com 28 membros eleitos para mandatos de 4 anos por representação proporcional em lista fechada, o parlamento foi criado em 1419 como o Consell de la Terra.

## Composição Atual
| Partido | Partido                       | Ideologia               | Espectro        | Deputados | Status   |
| ------- | ----------------------------- | ----------------------- | --------------- | --------- | -------- |
|         | Democratas por Andorra        | Democracia cristã       | Centro-direita  | 11 / 28   | Governo  |
|         | Partido Social-Democrata      | Social-democracia       | Centro-esquerda | 7 / 28    | Oposição |
|         | Partido Liberal               | Conservadorismo liberal | Centro-direita  | 4 / 28    | Governo  |
|         | Terceira Via-União Laurediana | Conservadorismo         | Direita         | 4 / 28    | Oposição |
|         | Cidadãos Comprometidos        | Liberalismo             | Centro          | 2 / 28    | Governo  |